# Ichneumon fuliginator
Ichneumon fuliginator är en stekelart som beskrevs av Lichtenstein 1796. Ichneumon fuliginator ingår i släktet Ichneumon och familjen brokparasitsteklar. Inga underarter finns listade i Catalogue of Life.